# AKB48第19張單曲選拔猜拳大會
AKB48第19張單曲選拔猜拳大會（日語：AKB48 19thシングル選抜じゃんけん大会），是以猜拳方式決定AKB48第19張單曲選抜成員的活動。這個大會的首16位的成員成為參加第19張單曲《機會的順序》（2010年12月8日發售）的選拔成員。

## 概要
這個「第19張單曲選抜成員以“猜拳”方式決定」的活動於2010年7月10日至7月11日国立代代木競技場第一体育館舉辦的AKB48 演唱會「沒有驚喜」最終公演發表。
雖然本活動也是以選出單曲選拔成員為主，但相比選拔總選舉靠成員的人氣決定勝負，本活動則是單純以「運氣」作為勝出的籌碼，意味著此前從未以高人氣進入單曲選拔名單的成員有機會在本活動中逆轉劣勢。
所有AKB48的正式成員均會參加猜拳大會，AKB48的研究生則會先通過研究生資格賽（予備戦），勝出的研究生會作為代表參加猜拳大會。另外，本屆的猜拳大會並沒有開放姐妹團體SKE48的成員參加，然而在下一屆猜拳大會，姐妹團體也獲邀參加。

## 當選範圍
留在前16名的16名成為選拔成員。在3回戰後失敗者以進行排名決定戰。首位12名被稱為「媒體選拔」，能參加電視節目和雜誌等的新曲宣傳。

## 規則
- 全部都是一決勝負。
- 口號是「剪刀、石頭、布」。「最初是石頭」等沒有。
- 只可在準備了的中央的綠色的桌子伸出手，有微妙的情況則是由VTR判定。

## 報名
粗字是2回戰参加的シード成員。各行有1名進入選拔。
A座（1 - 13）
佐藤すみれ、中村麻里子、篠田麻里子
柏木由紀、近野莉菜、平嶋夏海、峯岸みなみ
倉持明日香、秋元才加、仲谷明香、
小嶋陽菜、野中美鄉、奥真奈美
B座（14 - 26）
中田ちさと、仲俣汐里、河西智美、
石田晴香、板野友美、片山陽加
梅田彩佳、鈴木まりや、田名部生来
宮澤佐江、佐藤夏希、菊地あやか
C座（27 - 39）
小森美果、松井咲子、松原夏海
藤江れいな、高城亞樹、佐藤亞美菜
高橋みなみ、中塚智實、大島優子、指原莉乃
米澤瑠美、仲川遙香、北原里英
D座（40 - 52）
增田有華、渡邊麻友、前田敦子
前田亞美、大家志津香、仁藤萌乃
多田愛佳、岩佐美咲、宮崎美穗、內田真由美
小林香菜、永尾まりや、小林茉里奈
※研究生在「沒有驚喜」發表時取得比賽權4名。

## 比賽流程
- 開放示範

山里亮太 vs 安東尼豬木（勝者：安東尼 ）
粗字是勝利者
| 1回戰 | 1回戰                 | 1回戰 | 1回戰     | 2回戰                 | 3回戰               |
| 號碼  | 名字                  | 所屬  | 加入      | 名字                  | 名字                |
| ----- | --------------------- | ----- | --------- | --------------------- | ------------------- |
| 1     | 佐藤すみれ            | B     | 7期       | 佐藤すみれ 篠田麻里子 | 佐藤すみれ 近野莉菜 |
| 2 3   | 中村麻里子 篠田麻里子 | 研 A  | 9期 1.5期 | 佐藤すみれ 篠田麻里子 | 佐藤すみれ 近野莉菜 |
| 4 5   | 柏木由紀 近野莉菜     | B     | 3期 5期   | 近野莉菜 平嶋夏海     | 佐藤すみれ 近野莉菜 |
| 6 7   | 平嶋夏海 峯岸みなみ   | B K   | 1期       | 近野莉菜 平嶋夏海     | 佐藤すみれ 近野莉菜 |
| 8     | 倉持明日香            | A     | 4期       | 倉持明日香 秋元才加   | 倉持明日香 小嶋陽菜 |
| 9 10  | 秋元才加 仲谷明香     | K A   | 2期 3期   | 倉持明日香 秋元才加   | 倉持明日香 小嶋陽菜 |
| 11    | 小嶋陽菜              | A     | 1期       | 小嶋陽菜 野中美鄉     | 倉持明日香 小嶋陽菜 |
| 12 13 | 野中美鄉 奥真奈美     | K B   | 6期 2期   | 小嶋陽菜 野中美鄉     | 倉持明日香 小嶋陽菜 |
| 14    | 中田ちさと            | A     | 4期       | 中田ちさと 河西智美   | 河西智美 石田晴香   |
| 15 16 | 仲俣汐里 河西智美     | 研 B  | 10期 2期  | 中田ちさと 河西智美   | 河西智美 石田晴香   |
| 17 18 | 石田晴香 板野友美     | B K   | 5期 1期   | 石田晴香 片山陽加     | 河西智美 石田晴香   |
| 19 20 | 片山陽加              | A     | 3期       | 石田晴香 片山陽加     | 河西智美 石田晴香   |
| 21    | 梅田彩佳              | K     | 2期       | 梅田彩佳 田名部生来   | 田名部生来 佐藤夏希 |
| 22 23 | 鈴木まりや 田名部生来 | B K   | 7期 3期   | 梅田彩佳 田名部生来   | 田名部生来 佐藤夏希 |
| 24    | 宮澤佐江              | K     | 2期       | 宮澤佐江 佐藤夏希     | 田名部生来 佐藤夏希 |
| 25 26 | 佐藤夏希 菊地あやか   | B K   | 2期 7期   | 宮澤佐江 佐藤夏希     | 田名部生来 佐藤夏希 |
| 27 28 | 小森美果 松井咲子     | B K   | 7期       | 松井咲子 松原夏海     | 松井咲子 高城亞樹   |
| 29    | 松原夏海              | A     | 2期       | 松井咲子 松原夏海     | 松井咲子 高城亞樹   |
| 30 31 | 藤江れいな 高城亞樹   | K A   | 4期 6期   | 高城亞樹 佐藤亞美菜   | 松井咲子 高城亞樹   |
| 32    | 佐藤亞美菜            | B     | 4期       | 高城亞樹 佐藤亞美菜   | 松井咲子 高城亞樹   |
| 33 34 | 高橋みなみ 中塚智實   | A B   | 1期 5期   | 中塚智實 指原莉乃     | 中塚智實 仲川遙香   |
| 35 36 | 大島優子 指原莉乃     | K A   | 2期 5期   | 中塚智實 指原莉乃     | 中塚智實 仲川遙香   |
| 37 38 | 米澤瑠美 仲川遙香     | K A   | 3期       | 仲川遙香 北原里英     | 中塚智實 仲川遙香   |
| 39    | 北原里英              | B     | 5期       | 仲川遙香 北原里英     | 中塚智實 仲川遙香   |
| 40 41 | 増田有華 渡邊麻友     | B     | 2期 3期   | 渡邊麻友 前田敦子     | 前田敦子 前田亞美   |
| 42    | 前田敦子              | A     | 1期       | 渡邊麻友 前田敦子     | 前田敦子 前田亞美   |
| 43 44 | 前田亞美 大家志津香   | A     | 7期 4期   | 前田亞美 仁藤萌乃     | 前田敦子 前田亞美   |
| 45    | 仁藤萌乃              | K     | 5期       | 前田亞美 仁藤萌乃     | 前田敦子 前田亞美   |
| 46 47 | 多田愛佳 岩佐美咲     | A     | 3期 7期   | 多田愛佳 內田真由美   | 內田真由美 小林香菜 |
| 48 49 | 宮崎美穗 內田真由美   | B K   | 5期       | 多田愛佳 內田真由美   | 內田真由美 小林香菜 |
| 50 51 | 小林香菜 永尾まりや   | B 研  | 2期 9期   | 小林香菜 小林茉里奈   | 內田真由美 小林香菜 |
| 52    | 小林茉里奈            | 研    | 10期      | 小林香菜 小林茉里奈   | 內田真由美 小林香菜 |

| 掛名決定戰（9-16位）                | 掛名決定戰（9-16位） | 掛名決定戰（9-16位） | 掛名決定戰（9-16位）  | 掛名決定戰（9-16位）                    |
| 失敗                                | 失敗                 | 開始                 | 勝利                  | 勝利                                    |
| 15･16位 13・14位                    | 13-16位              | 9-16位               | 9-12位                | 11・12位 9・10位                        |
| ----------------------------------- | -------------------- | -------------------- | --------------------- | --------------------------------------- |
| 近野莉菜 前田敦子 河西智美 松井咲子 | 近野莉菜 河西智美    | 倉持明日香 近野莉菜  | 倉持明日香 田名部生来 | 田名部生来 小林香菜 倉持明日香 中塚智實 |
| 近野莉菜 前田敦子 河西智美 松井咲子 | 近野莉菜 河西智美    | 河西智美 田名部生来  | 倉持明日香 田名部生来 | 田名部生来 小林香菜 倉持明日香 中塚智實 |
| 近野莉菜 前田敦子 河西智美 松井咲子 | 松井咲子 前田敦子    | 松井咲子 中塚智實    | 中塚智実 小林香菜     | 田名部生来 小林香菜 倉持明日香 中塚智實 |
| 近野莉菜 前田敦子 河西智美 松井咲子 | 松井咲子 前田敦子    | 前田敦子 小林香菜    | 中塚智実 小林香菜     | 田名部生来 小林香菜 倉持明日香 中塚智實 |

| ベスト8                               | ベスト8             | ベスト8             | ベスト8             | ベスト8           | ベスト8             |
| 順位決定戰                            | 順位決定戰          | 開始                | 勝利                | 勝利              | 勝利                |
| 7･8位 5・6位                          | 5-8位               | 4回戰               | 準決勝              | 3位決定戰         | 決勝戰              |
| ------------------------------------- | ------------------- | ------------------- | ------------------- | ----------------- | ------------------- |
| 佐藤夏希 高城亞樹 佐藤すみれ 前田亞美 | 佐藤すみれ 佐藤夏希 | 佐藤すみれ 小嶋陽菜 | 小嶋陽菜 石田晴香   | 小嶋陽菜 仲川遙香 | 石田晴香 內田真由美 |
| 佐藤夏希 高城亞樹 佐藤すみれ 前田亞美 | 佐藤すみれ 佐藤夏希 | 石田晴香 佐藤夏希   | 小嶋陽菜 石田晴香   | 小嶋陽菜 仲川遙香 | 石田晴香 內田真由美 |
| 佐藤夏希 高城亞樹 佐藤すみれ 前田亞美 | 高城亞樹 前田亞美   | 高城亞樹 仲川遙香   | 仲川遙香 內田真由美 | 小嶋陽菜 仲川遙香 | 石田晴香 內田真由美 |
| 佐藤夏希 高城亞樹 佐藤すみれ 前田亞美 | 高城亞樹 前田亞美   | 前田亞美 內田真由美 | 仲川遙香 內田真由美 | 小嶋陽菜 仲川遙香 | 石田晴香 內田真由美 |

## 結果
選拔回數是メジャーデビュー1st單曲《想見你》第1回開始的時候尚未公佈《Beginner》和《機會的順序》包含的次數。c/w曲不包括在內。（+）是獨立製作的次數。
| 排名               | 號碼 | 名字       | 所屬 | 加入時期 | 選拔次數   | 備注                 |
| ------------------ | ---- | ---------- | ---- | -------- | ---------- | -------------------- |
| 1位                | 49   | 內田真由美 | K    | 5期      | 初         | 2010年昇格           |
| 2位                | 17   | 石田晴香   | B    | 5期      | 初         | 2010年昇格           |
| 3位                | 11   | 小嶋陽菜   | A    | 1期      | 19回（+2） |                      |
| 4位                | 38   | 仲川遙香   | A    | 3期      | 2回        | 無限重播以來         |
| 5位                | 43   | 前田亞美   | A    | 7期      | 初         | 2010年昇格           |
| 6位                | 1    | 佐藤すみれ | B    | 7期      | 初         | 2010年昇格           |
| 7位                | 25   | 佐藤夏希   | B    | 2期      | 2回        | 曾不屑一顧的愛情以來 |
| 8位                | 31   | 高城亞樹   | A    | 6期      | 4回        |                      |
| 9位                | 34   | 中塚智實   | K    | 5期      | 初         |                      |
| 10位               | 8    | 倉持明日香 | A    | 4期      | 3回        | Maybe是藉口以來      |
| 11位               | 50   | 小林香菜   | B    | 2期      | 3回        | 3rd單曲以來          |
| 12位               | 23   | 田名部生來 | K    | 3期      | 初         |                      |
| 到這裡是媒體組選拔 |      |            |      |          |            |                      |
| 13位               | 16   | 河西智美   | B    | 2期      | 18回       |                      |
| 14位               | 28   | 松井咲子   | K    | 7期      | 初         | 2010年昇格           |
| 15位               | 42   | 前田敦子   | A    | 1期      | 19回（+2） |                      |
| 16位               | 5    | 近野莉菜   | B    | 5期      | 初         |                      |

另一方面，選拔常客大多數在2回戰敗退。雖然河西和前田敦在2回戰勝利，但在3回戰的排名決定戰連敗，進入媒體組選拔外的選拔成員。這個結果，第2回選抜總選舉連續成為媒體組選拔成員12名中只有小嶋，同時小嶋以外的主要成員自首次登台以來的媒體組選拔成員都沒有。

## 『AKB48 東京秋祭』的猜拳大會
『Visit Zoo宣傳活動應援企劃 AKB48 東京秋祭 supported by NTT Plala』 2010年10月9日（於：葛西臨海公園）
※從左比賽順序。蒐戰者由指原指名。石田和宮崎是上次的復仇而参戰。由BadBoy的佐田正樹擔任裁判。
| 結果 | ○ | ○ | × | ○ | ○ | ○ | ○ |

內田6勝1敗的結果。

## 播放
- 有吉AKB共和国特別編 全部展現! 選抜猜拳大會 - TBS・2010年10月21日（22日未明）0:55 - 1:55
  - 節目内TBSオンデマンド・行動電話的完全公開發表。
- SUNDAY JAPON
- 其他、地上波各局的各種新聞節目等播放大会的一部份結果。

## 書籍
- AKB48 猜拳選抜公式指南（2010年8月31日、光文社）

## DVD
AKS發售。
- AKB48 DVD MAGAZINE Vol.05A AKB48 19th 單曲選抜 「猜拳大會」 51のリアル〜Aブロック編 AKB-D2077A
- AKB48 DVD MAGAZINE Vol.05B AKB48 19th 單曲選抜 「猜拳大會」 51のリアル〜Bブロック編 AKB-D2077B
- AKB48 DVD MAGAZINE Vol.05C AKB48 19th 單曲選抜 「猜拳大會」 51のリアル〜Cブロック編 AKB-D2077C
- AKB48 DVD MAGAZINE Vol.05D AKB48 19th 單曲選抜 「猜拳大會」 51のリアル〜Dブロック編 AKB-D2077D
  - 3,990日圓（含税）、付有猜拳札生写真（51人×3種=全153種的內5張）
- AKB48 DVD MAGAZINE Vol.05 AKB48 19th 單曲選抜 「猜拳大會」（2010年12月25日） AKB-D2077
  - 価格：4,990日圓（含税） 187分
  - 仕様：本編Disc×2+生写真（大会当日衣装<51人・各1種・全51種>隨機5枚）+DVD付屬中冊子20頁
    - Disc1：試合直前報告/開頭/比賽1回戰/19th單曲選抜決定戰（2回戦）
    - Disc2：19th單曲選抜成員決定戰/最好的16、8、4決定戰/live/結尾

## 備注
1. ↑  抽籤的時候、小野惠令奈發表畢業，最初因比預定少1名的情況而進行抽籤、最終的1回戰成為片山的比賽對象No.20空席，片山不戰而勝。
2. ↑  前田敦・小嶋・河西・板野・大島・峯岸・高橋・秋元・宮澤・渡邊・篠田・柏木

## 相關項目
- AKB48第13張單曲選拔總選舉「向神發誓，動真格」（第1回選拔總選舉）
- AKB48第17張單曲選拔總選舉「向母親發誓，這是真的」（第2回選拔總選舉）

## 外部連結
- AKB48公式網站
- 〜AKB48 TOKYO DOME までの軌跡〜（公式網誌）（页面存档备份，存于）